# Mabel (Better Call Saul)
«Mabel» es el primer episodio de la tercera temporada de la serie de televisión estadounidense de AMC Better Call Saul, la serie derivada de Breaking Bad. El episodio, escrito por los cocreadores de la serie Vince Gilligan y Peter Gould y dirigido por Gilligan, se emitió el 10 de abril de 2017 en AMC en Estados Unidos. Fuera de Estados Unidos, se estrenó en el servicio de streaming Netflix en varios países.

## Trama

### Introducción
En una prolepsis, Gene come un sándwich durante su almuerzo en el Cinnabon en Omaha (Nebraska). Está leyendo el libro The Moon's a Balloon cuando ve que un ladrón se esconde dentro de un fotomatón. Gene de mala gana señala al ladrón a la policía y los guardias de seguridad que lo persiguen, pero luego le grita al ladrón que permanezca en silencio y contrate a un abogado. Después de regresar al trabajo, Gene de repente se derrumba.

### Historia principal
Jimmy llama a Howard para decirle que Chuck ha decidido no renunciar a Hamlin, Hamlin & McGill. Ayuda a Chuck a quitar el papel de aluminio de sus paredes, ventanas y techos, y recuerda un libro que leyeron (The Adventures of Mabel) juntos durante su juventud. Chuck se apresura a terminar con la nostalgia y recordarle que el fraude que cometió para robar la cuenta de Mesa Verde para Kim no será olvidado ni perdonado. Cuando Jimmy regresa a la oficina, le confía a Kim que durante un breve período Chuck y él no estaban discutiendo, y fue refrescante no ser odiado por él, incluso por unos pocos minutos.
Kim experimenta ansiedad al administrar su propio bufete de abogados y mantener el secreto del fraude de Jimmy, a pesar del éxito en volver a presentar la nueva solicitud de sucursal de Mesa Verde y en su nueva audiencia que se trasladó a una fecha más próxima. Bauer, un capitán de la Fuerza Aérea que recorrió la base con Jimmy y su equipo de filmación, lo confronta por entrar a la base con falsos pretextos y amenaza con presentar cargos si el comercial de Jimmy no es retirado del aire. Jimmy se quiebra momentáneamente (debido a que los argumentos de Bauer suenan similares a los que Chuck usaría), pero finalmente no se conmueve. Señala que Bauer corre el riesgo de perjudicar su propia carrera si sale a la luz el hecho de que permitió que personas no autorizadas ingresen a la base, y que siempre podría llamar a Fudge «veterano» de edad avanzada como testigo para influir en el jurado. Bauer se retira enojado después de advertirle que «la rueda va a girar».
Chuck reproduce la confesión de Jimmy a Howard, quien cuestiona qué puede lograr la cinta, ya que no hará que Kevin y Paige traigan el negocio de Mesa Verde de vuelta a HHM, y la forma en que se obtuvo la confesión limita el uso de la grabación en la ley, pero Chuck asegura que la grabación tiene un uso. Más tarde le pide a Ernesto que cambie las baterías de la grabadora, y Ernesto escucha accidentalmente parte de la grabación. Chuck intimida a Ernesto para que prometa no repetir lo que escuchó.
Mike se aleja de la escena de su intento de asesinato de Héctor y busca en su automóvil un dispositivo de rastreo, pero no encuentra nada. Seguro de que alguien lo siguió, y decidido a descubrir cómo se le impidió matar a Héctor, desmonta en un depósito de chatarra local la camioneta que conducía pero no logra encontrar un rastreador. Mientras mira una exhibición de venta de tapas de gasolina, tiene una epifanía y desarma la de la camioneta, donde encuentra un dispositivo de rastreo que funciona con baterías. Obtiene un dispositivo de rastreo idéntico de Caldera, estudia cómo funciona y descubre que alertará de forma remota al operador cuando la batería se agote. Reemplaza el rastreador en la tapa de la gasolina de su sedán con el nuevo, agota la batería de la que tomó de su sedán y observa el sedán desde el interior de su casa. Temprano en la mañana, alguien llega para cambiar el rastreador por uno con una batería nueva. Debido a que quien haya colocado el nuevo rastreador en realidad lleva uno con batería, Mike puede seguirlo. Se viste, se arma y comienza su búsqueda.

## Producción
Este episodio fue escrito por los creadores del programa Vince Gilligan y Peter Gould, con Gilligan dirigiendo.

## Recepción

### Audiencias
Al emitirse, el episodio recibió 1,81 millones de espectadores en Estados Unidos, y una audiencia de 0,7 millones entre adultos de 18 a 49 años.

### Recepción crítica
El episodio recibió aclamación crítica. En Rotten Tomatoes, el episodio tiene una calificación de aprobación del 100%, basada en 16 reseñas, con un puntaje promedio de 8,67 de 10. El consenso crítico del sitio dice: «Odenkirk y Banks llevan sus partes respectivas de «Mabel» con facilidad e insinuación en un episodio que anima su estética familiar con un ritmo más picante de lo normal».